# Plebania w Chełmsku Śląskim
Plebania kościoła p.w. św. Rodziny – plebania się w powiecie kamiennogórskim, w Chełmsku Śląskim.
Barokowa plebania z 1748 r. Zabudowania wokół plebanii powstawały w latach 20. XVIII w., budynek na planie prostokąta, dwutraktowy, dwukondygnacyjne, nakryty czterospadowym łamanym dachem, poprzedzony bramą powstałą w 1730 r. Zachowała portal z kartuszem herbowym cystersów. W latach 1969–70 i 1977-78 była remontowana. 

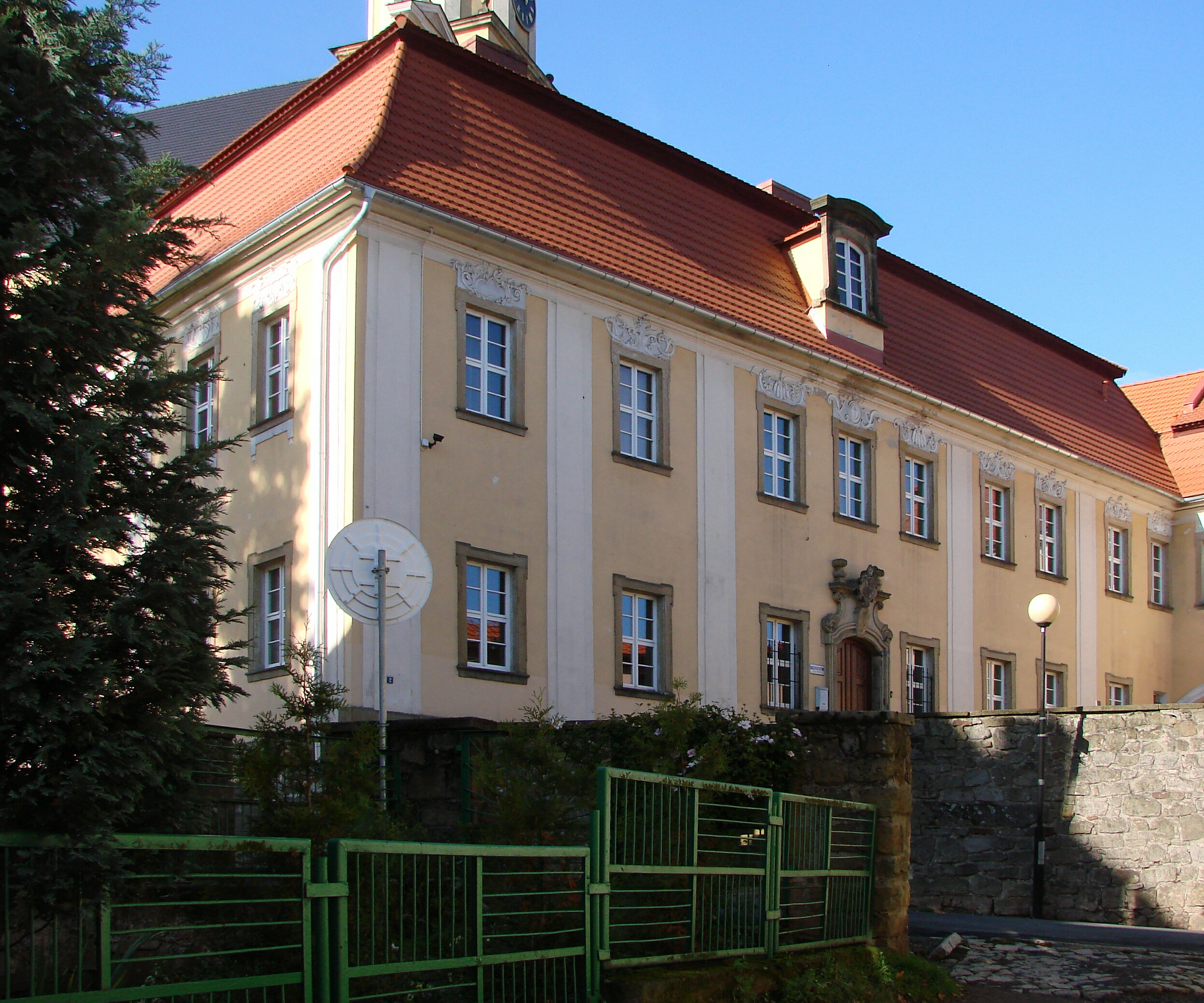
Plebania